# Вторая космическая скорость

Анализ первой и второй космической скорости по Исааку Ньютону. Снаряды A и B падают на Землю. Снаряд C выходит на круговую орбиту, D — на эллиптическую. Снаряд E улетает в открытый космос.

Втора́я косми́ческая ско́рость (параболи́ческая ско́рость, ско́рость освобожде́ния, ско́рость убега́ния) — наименьшая скорость, которую необходимо придать стартующему с поверхности небесного тела объекту (например, космическому аппарату), масса которого пренебрежимо мала по сравнению с массой небесного тела (например, планеты), для преодоления гравитационного притяжения этого небесного тела и покидания замкнутой орбиты вокруг него. Предполагается, что после приобретения телом этой скорости оно более не получает негравитационного ускорения (двигатель выключен, атмосфера отсутствует).
Вторая космическая скорость определяется радиусом и массой небесного тела, поэтому она своя для каждого небесного тела (для каждой планеты) и является его характеристикой. Для Земли вторая космическая скорость равна 11,2 км/с. Тело, имеющее около Земли такую скорость, покидает окрестности Земли и становится спутником Солнца. Для тела на поверхности Солнца вторая космическая скорость составляет 617,7 км/с.
Параболической вторая космическая скорость называется потому, что тела, имеющие при старте скорость, в точности равную второй космической, движутся по параболе относительно небесного тела. Однако, если энергии телу придано чуть больше, его траектория перестает быть параболой и становится гиперболой. Если чуть меньше, то она превращается в эллипс. В общем случае все они являются коническими сечениями.
Если тело запущено вертикально вверх со второй космической и более высокой скоростью, оно никогда не остановится и не начнёт падать обратно.
Эту же скорость приобретает у поверхности небесного тела любое космическое тело, которое на бесконечно большом расстоянии покоилось, а затем стало падать.
Впервые вторая космическая скорость была достигнута космическим аппаратом Луна-1 (СССР) 2 января 1959 года.

## Вычисление
Для получения формулы второй космической скорости удобно обратить задачу — спросить, какую скорость получит тело на поверхности планеты, если будет падать на неё из бесконечности. Очевидно, что это именно та скорость, которую надо придать телу на поверхности планеты, чтобы вывести его за пределы её гравитационного влияния.
Запишем затем закон сохранения энергии
{\displaystyle {\frac {mv_{2}^{2}}{2}}-G{\frac {mM}{R}}=0,}
где слева стоят кинетическая и потенциальная энергии на поверхности планеты (потенциальная энергия отрицательна, так как точка отсчета взята на бесконечности), справа то же, но на бесконечности (покоящееся тело на границе гравитационного влияния — энергия равна нулю). Здесь m — масса пробного тела, M — масса планеты, r — радиус планеты, h — высота тела над поверхностью планеты, R = h + r — расстояние от центра планеты до тела, G — гравитационная постоянная, v2 — вторая космическая скорость.
Решая это уравнение относительно v2, получим
{\displaystyle v_{2}={\sqrt {2G{\frac {M}{R}}}}.}
Между первой и второй космическими скоростями существует простое соотношение:
{\displaystyle v_{2}=\surd 2v_{1}.}
Квадрат скорости убегания в данной точке (например, на поверхности небесного тела) равен с точностью до знака удвоенному ньютоновскому гравитационному потенциалу в этой точке:
{\displaystyle v_{2}^{2}=-2\Phi =2{\frac {GM}{R}}.}

## Вторая космическая скорость для различных объектов
| Небесное тело | Масса (в единицах массы Земли, M🜨) | 2-я космическая скорость v, км/с | v/vЗемли      |
| ------------- | ---------------------------------- | -------------------------------- | ------------- |
| Плутон        | 0,002                              | 1,2                              | 0,11          |
| Луна          | 0,0123                             | 2,4                              | 0,21          |
| Меркурий      | 0,055                              | 4,3                              | 0,38          |
| Марс          | 0,107                              | 5,0                              | 0,45          |
| Венера        | 0,815                              | 10,22                            | 0,91          |
| Земля         | 1                                  | 11,2                             | 1             |
| Уран          | 14,5                               | 22,0                             | 1,96          |
| Нептун        | 17,5                               | 24,0                             | 2,14          |
| Сатурн        | 95,3                               | 36,0                             | 3,21          |
| Юпитер        | 318,35                             | 61,0                             | 5,45          |
| Солнце        | 333 000                            | 617,7                            | 55,2          |
| Млечный Путь* | (4,3 ± 1,0) × 1017                 | 551+32 −22                       | 49,2+2,9 −2,0 |

* Для неподвижного тела на галактоцентрической орбите Солнца, на расстоянии 8,20 ± 0,09 килопарсек от центра Галактики. В отличие других примеров в таблице, здесь точка, для которой указана скорость убегания, находится не на поверхности тела, а в глубине диска Галактики.